# Ctenus pilosus (Franganillo)
Ctenus pilosus is een spinnensoort in de taxonomische indeling van de kamspinnen (Ctenidae).
Het dier behoort tot het geslacht Ctenus. De wetenschappelijke naam van de soort werd voor het eerst geldig gepubliceerd in 1930 door Franganillo.

## Voorkomen
De soort komt voor in Cuba.